# Rosyjski Daleki Wschód

Dalekowschodni Okręg Federalny na mapie Rosji (granice od 2018)

Rosyjski Daleki Wschód, Daleki Wschód Rosji (ros. Дальний Восток России) – region geograficzny na wschodzie azjatyckiej części Rosji. Najczęściej traktuje się go jako część Dalekiego Wschodu znajdującą się w granicach Federacji Rosyjskiej. Od 2000 roku utożsamiany z Dalekowschodnim Okręgiem Federalnym, utworzonym dekretem prezydenta Władimira Putina.
Dalekowschodni Okręg Federalny zajmuje obszar 6,1 mln km² i jest zamieszkany przez 6,3 mln osób. W jego skład wchodzą następujące jednostki administracyjne: obwód amurski, obwód magadański, obwód sachaliński, Żydowski Obwód Autonomiczny, Czukocki Okręg Autonomiczny, Kraj Chabarowski, Kraj Kamczacki, Kraj Nadmorski oraz Jakucja. Do największych miast należą: Władywostok, Chabarowsk, Komsomolsk nad Amurem, Jakuck, Pietropawłowsk Kamczacki.

## Historia
Pod koniec XVI wieku rozpoczął się rosyjski podbój Syberii. W latach 1581–1585 kozacki ataman Jermak Timofiejewicz pokonał Chanat Syberyjski i zajął szereg tatarskich miast na wschód od Uralu. Rosyjscy myśliwi i traperzy zapuszczali się odtąd coraz bardziej na wschód, w poszukiwaniu futer. W 1639 dotarli po raz pierwszy do Pacyfiku (dokładniej do Morza Ochockiego), w następnych latach również na Czukotkę i Kamczatkę. W 1648 Siemion Dieżniow przepłynął po raz pierwszy Cieśninę Beringa i założył osadę Anadyrsk. Wcześniej, w 1647, założono Ochock.
W 1856 utworzono obwód nadmorski, ze stolicą najpierw w Nikołajewsku, potem w Chabarowsku, a następnie we Władywostoku. Obwód zlikwidowano w 1920. W latach 1920–1922, podczas rosyjskiej wojny domowej, funkcjonowała Republika Dalekiego Wschodu, ostatecznie włączona do RFSRR. W latach 1922–1926 istniał obwód dalekowschodni, a w latach 1926–38 Kraj Dalekowschodni.
W czasach Związku Radzieckiego Daleki Wschód funkcjonował głównie dzięki przemysłowi zbrojeniowemu oraz metalurgicznemu. Po rozpadzie ZSRR produkcja spadła nawet kilkudziesięciokrotnie. Dopiero około roku 2000 Rosja ponownie zaczęła inwestycje na Dalekim Wschodzie, głównie ze względu na potencjalny dostęp do rynków wschodniej Azji oraz istotnej z punktu widzenia geopolitycznego obecności militarnej w tej części świata.
W 2016 roku rząd wprowadził program „hektar dalekowschodni”, oferujący do 1 ha ziemi za darmo dla osób chcących się osiedlić na Dalekim Wschodzie (w tym obcokrajowców).